# Decker Lake
Decker Lake är en sjö i Kanada.   Den ligger i provinsen British Columbia, i den centrala delen av landet, 3 600 km väster om huvudstaden Ottawa. Decker Lake ligger 697 meter över havet. Arean är 12,6 kvadratkilometer. Den sträcker sig 11,4 kilometer i nord-sydlig riktning, och 8,4 kilometer i öst-västlig riktning.
I omgivningarna runt Decker Lake växer i huvudsak barrskog. Runt Decker Lake är det ganska tätbefolkat, med 72 invånare per kvadratkilometer.